# 합천 옥전 M3호분 출토 고리자루 큰 칼 일괄
합천 옥전 M3호분 출토 고리자루 큰 칼 일괄(陜川 玉田 M3號墳 出土 環頭大刀 一括)은 대한민국의 합천 옥전 고분군에서 출토된 가야 5세기의 무기병기류이다. 2019년 12월 26일 대한민국의 보물 제2042호로 지정되었다.

## 개요
합천 옥전 고분군은 고령 가라국과 함께 대가야 연맹의 양대 축인 다라국(多羅國)의 최고 지배층이 묻혀 있는 공동묘역으로, 이 중 합천 옥전 M3호분은 1987년~1988년 동안 경상국립대학교 박물관에서 발굴 조사하였다. 옥전 M3호분은 규모가 크고 도굴되지 않아 당시 최고 수장(首將)의 묘제(墓制)를 가장 잘 간직하고 있는 대표적인 무덤이다. 무엇보다도 막대한 양의 토기류와 철기류(무기, 마구 갑주, 농공구 등), 유리장신구류와 고리자루 큰 칼이 출토되어 가야는 물론 동북아시아 고고학 및 고대사 연구에서 중요한 비중을 차지하고 있다. 여기에서 출토된 대가야식 고리자루 큰 칼 일괄은 자루 부분을 다양하게 장식하고, 손잡이와 칼 몸통 등을 금과 은으로 화려하게 표현해 삼국시대 고리자루 큰 칼 중 제작기술, 형태 등이 가장 뛰어난 작품이다.
이 고분에서 일괄 출토된 ‘고리자루 큰 칼’ 4점은 모두 용봉문(龍鳳文)이라는 공통점을 가지고 있고 섬세한 금속공예 기법을 보여준다. 지금까지 국내외에 알려진 삼국시대 용봉문 고리자루 큰 칼은 40점 정도가 알려져 있으며 역사적․학술적 가치 면에서 옥전 M3호분 출토 고리자루 큰 칼의 가치를 능가하는 사례는 거의 없다. 출토지가 분명하고 보존 상태와 조형적 아름다움 등 모든 면에서 이 칼들은 삼국시대 금속공예의 대표작으로 꼽을 만하다.
특히, 국립김해박물관에 보관 중인 ‘용봉문 고리자루 큰 칼’의 경우 손잡이 부분에 가는 은선(銀線)으로 전체를 감은 후, 그 위에 매우 얇은 금박을 붙인 흔적이 발견되어 주목된다. 이는 지금까지 은선과 금선(金線)을 따로 말은 것으로 알려져 왔지만, 은선 위에 금박을 붙인 것으로 보아 한국의 전통 공예기술로 알려진 ‘금부(金鈇)’ 기법일 가능성이 높다.
'합천 옥전 M3호분 출토 고리자루 큰 칼 일괄'은 가야 최고 지배층의 장묘(葬墓) 문화와 전통공예의 역사를 잘 보여준다는 점, 중국과 일본을 포함한 동북아시아 고대사, 고고학 연구에 중요한 기준점을 제시하였다는 점에서 보물로 지정할 가치가 충분히 있다.
- 세부치수(명칭/소유자(관리자)/소재지)

1. 용봉문 고리자루 큰 칼 1점/국 유(국립진주박물관)/국립중앙박물관
- 전체 길이 82.6cm, 도신장 65cm, 도신폭 2.9cm
2. 용봉문 고리자루 큰 칼 1점/국 유(국립진주박물관)/국립김해박물관
- 전체 길이 81cm, 도신장 64cm, 도신폭 3.3cm
3. 봉황문 고리자루 큰 칼 1점/국 유(국립진주박물관)/경상국립대학교 박물관
- 전체 길이 113.1cm, 도신장 90.8cm, 도신폭 3.9cm
4. 용문 고리자루 큰 칼 1점/국 유(국립진주박물관)/경상국립대학교 박물관
- 전체 길이 82.2cm, 도신장 64.1cm, 도신폭 3.8cm

## 같이 보기
- 합천 옥전 고분군

## 참고 자료
- 합천 옥전 M3호분 출토 고리자루 큰 칼 일괄 - 국가유산청 국가유산포털